# رون هنتر
رون هنتر (بالإنجليزية: Ron Hunter)‏ هو مدرب كرة سلة أمريكي، ولد في 7 أبريل 1964 في دايتون في الولايات المتحدة.

## روابط خارجية
- رون هنتر على موقع كلية كرة السلة في سبورتس رفرنس.كوم (الإنجليزية)
- رون هنتر على موقع كلية كرة السلة في سبورتس رفرنس.كوم (الإنجليزية)